# Solitari caranegre
El solitari caranegre (Myadestes melanops) és un ocell de la família dels túrdids (Turdidae).

## Hàbitat i distribució
Habita la selva pluvial de les muntanyes de Costa Rica i oest de Panamà.